# Большеполянское сельское поселение (Татарстан)
Большеполянское се́льское поселе́ние — муниципальное образование в Алексеевском районе Татарстана Российской Федерации.
Административный центр — село Большие Полянки.

## История
Статус и границы сельского поселения установлены Законом Республики Татарстан от 31 января 2005 года № 11-ЗРТ «Об установлении границ территорий и статусе муниципального образования "Алексеевский муниципальный район" и муниципальных образований в его составе».

## Население
| 2010 | 2011 | 2012 | 2013 | 2014 | 2015 | 2016 |
| ---- | ---- | ---- | ---- | ---- | ---- | ---- |
| 916  | ↘912 | ↗913 | ↘895 | ↘885 | ↘862 | ↘843 |
| 2017 | 2018 |      |      |      |      |      |
| ↘826 | ↘807 |      |      |      |      |      |

## Состав сельского поселения
| № | Населённый пункт | Тип населённого пункта       | Население |
| - | ---------------- | ---------------------------- | --------- |
| 1 | Александровка    | деревня                      |           |
| 2 | Большие Полянки  | село, административный центр |           |
| 3 | Красный Баран    | село                         |           |

## Археология
В селе Красный Баран (Крещённый Баран) был найден клад куфических монет начала XI века, в том числе брактеат — подражание западноевропейскому денарию.